# Diniyar Bilialetdínov
Diniyar Rinátovich Bilialetdínov (en ruso: Диния́р Рина́тович Билялетди́нов, en tártaro: Динияр Ринат улы Билалетдинев, Diniər Rinat Bilaletdinev; Moscú, Unión Soviética, actual Rusia, 27 de febrero de 1985) es un futbolista ruso que juega de centrocampista.

## Trayectoria
Bilialetdínov, que juega de mediocampista por la izquierda o por el centro, empezó su carrera futbolística en las categorías inferiores del Lokomotiv de Moscú, hasta que en 2004 pasó a formar parte del primer equipo.
Ese mismo año se ganó un puesto en el once titular y ayudó a su equipo a proclamarse campeón de Liga. Al año siguiente ganó una Supercopa de Rusia y en 2007 conquistó un título de Copa.
El 15 de agosto de 2009 fichó por el Everton FC, firmando un contrato de 4 años. El 30 de enero de 2012 oficializó su fichaje por el Spartak Moscú.

## Selección nacional
Ha sido internacional con la selección de fútbol de Rusia en 46 ocasiones. Su debut como internacional se produjo el 17 de agosto de 2005 en un partido contra Letonia. Anotó su primer tanto con la camiseta nacional en un partido contra Israel.
Fue convocado para participar en la Eurocopa de Austria y Suiza de 2008. Su selección hizo un gran papel en ese torneo, llegando a semifinales. Bilialetdínov fue un jugador clave en su equipo, ya que jugó todos los partidos.

## Clubes
| Club                          | País       | Año       |
| ----------------------------- | ---------- | --------- |
| Lokomotiv Moscú               | Rusia      | 2004-2009 |
| Everton FC                    | Inglaterra | 2009-2012 |
| Spartak Moscú                 | Rusia      | 2012-2015 |
| FC Anzhi Makhachkala (cedido) | Rusia      | 2014      |
| FC Torpedo Moscú (cedido)     | Rusia      | 2014-2015 |
| FC Rubin Kazán                | Rusia      | 2015-2017 |
| FK Trakai                     | Lituania   | 2017-2018 |

## Palmarés
- 1 Liga de Rusia (Lokomotiv de Moscú, 2004)
- 1 Copa de Rusia (Lokomotiv de Moscú, 2007)
- 1 Supercopa de Rusia (Lokomotiv de Moscú, 2005)